# Fredericton-Sud-Silverwood
Circonscription électorale provinciale du Canada
Fredericton-Sud-Silverwood ((en) Fredericton South-Silverwood) est une circonscription électorale provinciale de l'Assemblée législative du Nouveau-Brunswick. Il a été créé en 2023 à partir de la circonscription de Fredericton Sud qui a été divisé en deux, créant ce district et Fredericton-Lincoln. Le reste du district a été découpé à partir de Fredericton Ouest-Hanwell. Elle a été contestée pour la première fois lors des élections générales de 2024 au Nouveau-Brunswick.
Fredericton Sud-Silverwood est proposé en 2022 et créé en 2023, bien qu'il ait suscité des réactions opposées de la part des résidents et des membres du Parti vert,,.

## Liste des députés
| Législature                                                                | Années            | Député | Député     | Parti   |
| -------------------------------------------------------------------------- | ----------------- | ------ | ---------- | ------- |
| Fredericton-Sud-Silverwood Circonscription issue de Fredericton-Silverwood |                   |        |            |         |
| 61e                                                                        | 2024-actuellement |        | Susan Holt | Libéral |